# Cabotage
Cabotage (uttal: [kabɔ'ta:ʒ]) är transport av passagerare eller gods inom ett lands gränser. Ursprungligen gällde detta endast inom sjöfarten, och begreppet är i denna mening även känd som kustfart på svenska. Transportören fraktar då från en hamn till en annan, utan att gå ut på öppet hav. Numera har begreppet cabotage även kommit till användning vid annan typ av transport. 
Inom internationell rätt beskrivs cabotage numera som transport inom ett lands gränser av ett företag som är registrerat utanför detta lands gränser. Internationella lagar tillåter oftast inte att denna typ av tjänster utförs utan ett speciellt tillstånd. Däremot är det vanligtvis tillåtet att utföra transporter till eller från annan stat. Det kan även vara tillåtet att utföra transporter till ett annat land och sedan fortsätta transporten inom detta land. Inom Europeiska unionen finns ett regelverk som tillåter de olika medlemsländerna att utföra transporter inom unionens gränser oavsett land. 

## EU-regler
Den 14 maj 2010 infördes nya bestämmelser om cabotage inom EU. Med cabotage avses där möjligheten för en transportör att utöva yrkesmässiga inrikes godstransporter i ett annat EU-land än där denne är etablerad.
Dessa nya bestämmelser återfanns därefter i artiklarna 8 till 10 i Europaparlamentets och rådets förordning (EG) nr 1072/2009 av den 21 oktober 2009, om gemensamma regler för tillträde till den internationella marknaden för godstransporter på väg. Övriga bestämmelser i förordningen nr 1072/2009 skulle dock komma att tillämpas i Sverige från och med den 4 december 2011.
Den nya definitionen av cabotage innebär i korthet att sådana transporter ska vara av tillfällig art. En utländsk transportör som utfört en internationell godstransport på väg får utföra högst tre inrikestransporter i ett annat EU-land under en period av sju dagar.
Transportföretaget kan utföra några av eller alla de cabotagetransporterna som tillåts i vilken medlemsstat som helst. Detta får ske under förutsättning att cabotagetransporterna begränsas till en per medlemsstat inom tre dagar efter att det olastade transportfordonet rest in i medlemsstatens territorium.
Den 1 januari 2015 ändrades lagstiftningen. Hädanefter stipulerades att bestraffningen för överträdelse av dessa cabotagetransportsregler är sanktionsavgifter istället för böter, med huvudargumentet att det handlar om näringsverksamhet och att administrativa avgifter då är mer rättvisande än böter.
2020 uppdaterades reglementet genom förordning nr 2020/1055.

### Sverige
I undantagsfall kan cabotage/kustfart få bedrivas i Sverige, efter tillstånd från Transportstyrelsen, där inte några lämpliga svenska fartyg finns att tillgå.

## Etymologi
Ordet cabotage är ett lån från franskans verb caboter, med betydelsen 'idka kustfart'. Detta är troligen ursprungligen i sig ett lån från spanskans cabo, 'udde'.